# Àrab dhofarí
L'àrab dhofarí (també conegut com a dhofari, zofari) és una varietat de l'àrab parlada a Salalah, Oman, i a les regions costaneres circumdants, el Dhofar.